# Damernas linjelopp i landsvägscykling vid olympiska sommarspelen 1992
Damernas linjelopp i landsvägscykling vid olympiska sommarspelen 1992 ägde rum den 26 juli 1992 i Sant Sadurní d'Anoia.

## Medaljörer
| Event              | Guld                    | Silver                           | Brons                      |
| Damernas linjelopp | Kathryn Watt Australien | Jeannie Longo-Ciprelli Frankrike | Monique Knol Nederländerna |

## Resultat
| Placering | Cyklist                      | Tid     |
| --------- | ---------------------------- | ------- |
|           | Kathryn Watt (AUS)           | 2:04:42 |
|           | Jeannie Longo-Ciprelli (FRA) | 2:05:02 |
|           | Monique Knol (NED)           | 2:05:03 |
| 4.        | Natalya Kyschuk (EUN)        | —       |
| 5.        | Monica Valvik (NOR)          | —       |
| 6.        | Jeanne Golay (USA)           | —       |
| 7.        | Kathleen Shannon (AUS)       | —       |
| 8.        | Luzia Zberg (SUI)            | —       |
| 9.        | Marie Höljer (SWE)           | —       |
| 10.       | Sally Zack (USA)             | —       |
| 11.       | Karina Skibby (DEN)          | —       |
| 12.       | Alison Sydor (CAN)           | —       |
| 13.       | Jacqui Uttien (AUS)          | —       |
| 14.       | Aiga Zagorska (LTU)          | —       |
| 15.       | Kristel Werckx (BEL)         | —       |
| 16.       | Zinaida Stagourskaya (EUN)   | —       |
| 17.       | Valeria Cappellotto (ITA)    | —       |
| 18.       | Laima Zilporytė (LTU)        | —       |
| 19.       | Viola Paulitz (GER)          | —       |
| 20.       | Daiva Čepelienė (LTU)        | —       |
| 21.       | Catherine Marsal (FRA)       | —       |
| 22.       | Petra Walczewski (SUI)       | —       |
| 23.       | Leontien van Moorsel (NED)   | —       |
| 24.       | Marie Purvis (GBR)           | —       |
| 25.       | Tea Vikstedt-Nyman (FIN)     | —       |
| 26.       | Inga Thompson (USA)          | —       |
| 27.       | Elisabeth Westman (SWE)      | —       |
| 28.       | Petra Rossner (GER)          | —       |
| 29.       | Petra Grimbergen (NED)       | —       |
| 30.       | Joann Burke (NZL)            | —       |
| 31.       | Kelly-Ann Way (CAN)          | —       |
| 32.       | Maria Turcutto (ITA)         | —       |
| 33.       | Marion Clignet (FRA)         | 2:05:13 |
| 34.       | Ainhoa Ortolazabal (ESP)     | —       |
| 35.       | Belen Cuevas (ESP)           | 2:05:26 |
| 36.       | Lena Hawkins (CAN)           | 2:05:33 |
| 37.       | Gunhild Orn (NOR)            | 2:05:46 |
| 38.       | Madeleine Lindberg (SWE)     | —       |
| 39.       | Roberta Bonanomi (ITA)       | 2:05:58 |
| 40.       | Louise Jones (GBR)           | 2:08:13 |
| 41.       | Ingunn Bollerud (NOR)        | 2:09:42 |
| 42.       | Teodora Ruano (ESP)          | —       |
| 43.       | Barbara Heeb (SUI)           | —       |
| 44.       | Jutta Niehaus (GER)          | —       |
| 45.       | Sally Hodge (GBR)            | 2:14:10 |
| 46.       | Jacqueline Martin (RSA)      | 2:15:42 |
| 47.       | Yvonne Elkuch (LIE)          | 2:21:32 |
| 48.       | Claudia Carceroni (BRA)      | 2:23:52 |
| 49.       | Rosalind Reekie (NZL)        | —       |
| 50.       | Yumiko Suzuki (JPN)          | 2:29:22 |
| 51.       | Eva Izsak (HUN)              | —       |
| 52.       | Margaret Bean (GUM)          | —       |
| 53.       | Pak Chun-Wa (PRK)            | 2:38:38 |
| 54.       | Kim Gyonghui (PRK)           | 2:39:43 |
| —         | Svetlana Samochvalova (EUN)  | DNF     |
| —         | Choi In-Ae (PRK)             | DNF     |
| —         | Stephanie Sous (BIZ)         | DNF     |
| —         | Olga Sacasa (NCA)            | DNS     |